# Sotkaselkä (kulle i Tunturi-Lappi, lat 67,97, long 25,92)
Sotkaselkä är en kulle i Finland.   Den ligger i den ekonomiska regionen  Fjäll-Lappland  och landskapet Lappland, i den norra delen av landet, 900 km norr om huvudstaden Helsingfors. Toppen på Sotkaselkä är 333 meter över havet. Sotkaselkä ingår i Siiselät.
Terrängen runt Sotkaselkä är platt.  Trakten runt Sotkaselkä är nära nog obefolkad, med mindre än två invånare per kvadratkilometer. Det finns inga samhällen i närheten. 